# Hassassa
 (décembre 2014).
Hassassa, aussi nommée Argasa (ancien Arnasus) était un village de l'Ouest de l'actuelle Turquie, dans l'ancienne province antique d'Ionie, près de Milet.

## Localisation
On suppose que cet ancien village faisait partie intégrante de la cité de Milet, et, étant sa région méridionale, peuplée des Argaseis.

## Fondation
Les premières traces du village d'Hassassa remontent (approximativement) au Ve siècle av. J.-C., vers -450, lorsque 5 archontes y sont envoyés par la cité d'Athènes, pour sécuriser, administrer militairement la cité de Milet. De cet administration, découlera les 5 dèmes de la cité de Milet, représentatifs du nombre d'archontes envoyés. Hassassa, aura pour fonction d'être un  lieu de garnison pour les troupes de défense du territoire de Milet.

## Étymologie
Le nom Hassassa est probablement une appellation premièrement carienne, peuple ayant en premier occuper le lieu-dit et donnant cette première nomenclature. Cette racine va change au fil du temps, passant par de petits changements comme "Hessessa", "Harkija". Cela pour donner lieu à l'appellation plus récente de "Argosa", ou plutôt primitivement "Hargassa" venant de la dénomination carienne à nouveau de leurs montagnes en Cappadoce, avec la racine "Argios", désignant les hauteurs enneigés. Si l'on remonte plus loin dans le temps, il est à noter que la racine même du mot carien "Argios" viendrait de l'Hittite (langue) "harki-", voulant dire "blanc". La forme finale en grec ancien serait "Argios".